# Opanas Slastion

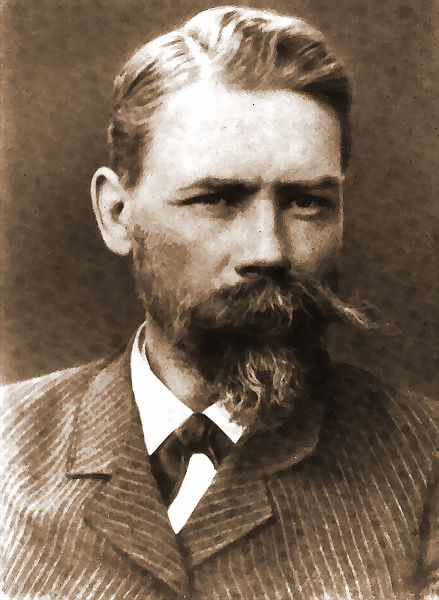
Opanas Slastion, 1910

Opanas  Heorhijowytsch Slastion (ukrainisch Опанас Георгійович Сластіон; * 2. Januarjul. / 14. Januar 1855greg. in Nogajsk (ab 1964 Prymorsk), im Russischen Reich; † 24. September 1933 in Myrhorod, Ukrainische SSR) war ein ukrainischer Maler, Grafiker, Ethnograf, Architekt, Lehrer und Gründer des Myrhorod-Heimatmuseums.

## Leben und Wirken

Projekt der Semstwo-Schule, 1910

Slastions Vater, Heorhij Dmytrowytsch, der aus Solotonoscha stammte und als Restaurator von Kirchengemälden und Ikonenmaler arbeitete, war sein erster Kunstlehrer. Von seiner Mutter, Marija Martyniwna, hörte Slastion viele Märchen und Volkslieder, und sie begeisterte sich auch für den Kobsarismus.
Nach seinem Abschluss an der St. Petersburger Kunstakademie im Jahr 1882 arbeitete Slastion als Künstler für das Militärministerium in St. Petersburg, wo er Materialien über die ukrainischen Kosaken studieren konnte und außerdem Vorsitzender des ukrainischen Clubs war.
Slastion gehörte zu den ersten Illustratoren von Taras Schewtschenkos Gedichten. Nach der Veröffentlichung von Hajdamaky im Jahr 1886 mit seinen Federzeichnungen illustrierte er Kobsar sein Leben lang weiter.
Im Jahr 1900 siedelte Slastion nach Myrhorod über, wo er Lehrer an der nach Mykola Gogol benannten Kunst- und Industrieschule wurde. Er war befreundet und stand im Briefwechsel mit Dmytro Jawornyzkyj.
1908 half Slastion Lessia Ukrajinka und ihrem Mann Klyment Kwitka in Jalta, Aufnahmen der Dumas (Gattung von Volksliedern) des blinden Kobzar Hnat Hontscharenko zu machen. Diese Aufnahmen wurden von Filaret Kolessa transkribiert, der sie später in seiner Sammlung Ukrainische Volksdumas veröffentlichte.
Opanas Slastion war Theoretiker, Inspirator und Vertreter der ukrainischen architektonischen Moderne. In den Jahren 1902–1903 unterstützte er Wassyl Krytschewskyj bei seinen Bemühungen für den ukrainischen Architekturstil des Semstwo-Gebäudes in Poltawa (heute Poltawa-Museum für Heimatkunde).
In den Jahren 1913–1916 entwarf Slastion eine Reihe von Projekten für Semstwo-Schulen für den Bezirk Lochwyzja. Ein besonderes Merkmal dieser Schulen waren die trapezförmigen Fenster, geneigte Dächer und hohe Türme, sowie das Ziegeldekor an der Fassade, das ukrainische Volksmuster wiederholt. Die Entwürfe wurden von der Lochwyzja Semstwo genehmigt und fanden breite Anwendung – mehr als 50 Gebäude wurden nach diesen Plänen errichtet. Das Beispiel des Baus dieser Schulen führte zu einer Reihe von Anleihen und Nachahmungen in anderen Regionen, darunter Tscherkassy, Kiew und Mykolajiw.
Während der Ereignisse der Revolution von 1917–1920 rettete der Ethnograf Slastion künstlerische Meisterwerke aus den Nachlässen berühmter Familien. Ab 1918 leitete er die Kommission für die Sammlung kultureller und künstlerischer Schätze im Ministerium für Volksbildung. Durch Slastions Initiative konnte ein bedeutender Teil der Wertgegenstände aus den Gütern der Murawjow-Apostel (Chomutez), Hoholiw-Janowsky (Welyki Sorotschynzi), Kapnist (Welyka Obuchiwka) und Troschtschynski (Jaresky) erhalten werden. Das gesammelte Material bildete später die Grundlage für das Heimatmuseum Myrhorod.
Am 24. September 1933, dem Jahr des Holodomor, starb Slastion und wurde auf dem Friedhof von Myrhorod beigesetzt.

## Galerie

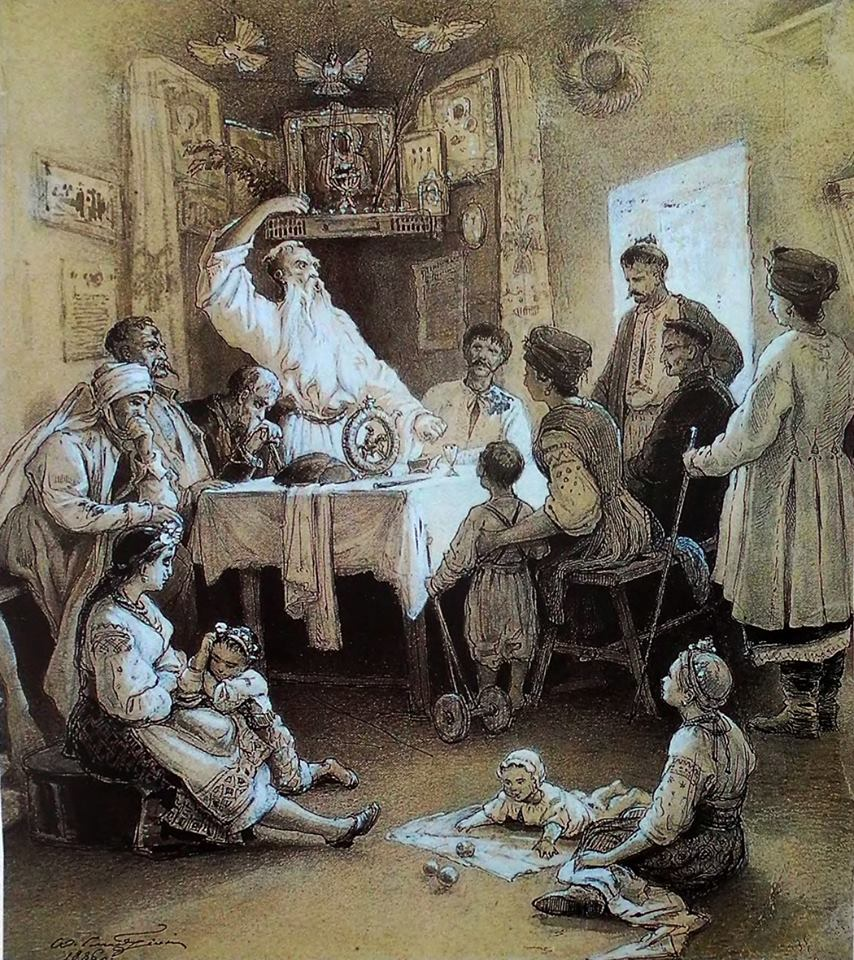
Illustration für Hajdamaky, 1886
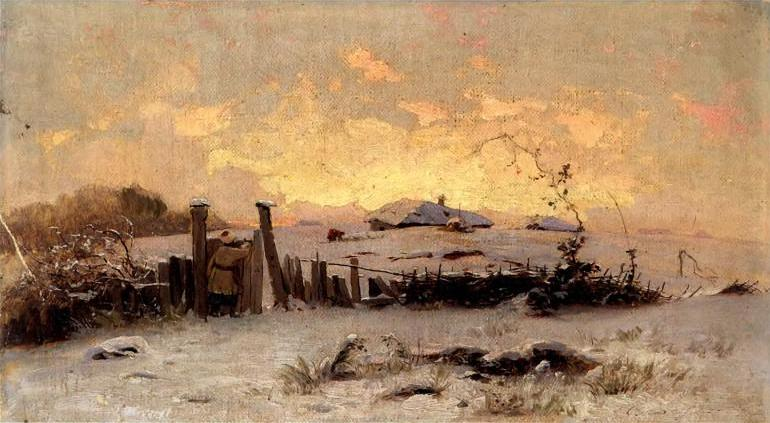
Winterabend in Tschernihiw, 1889
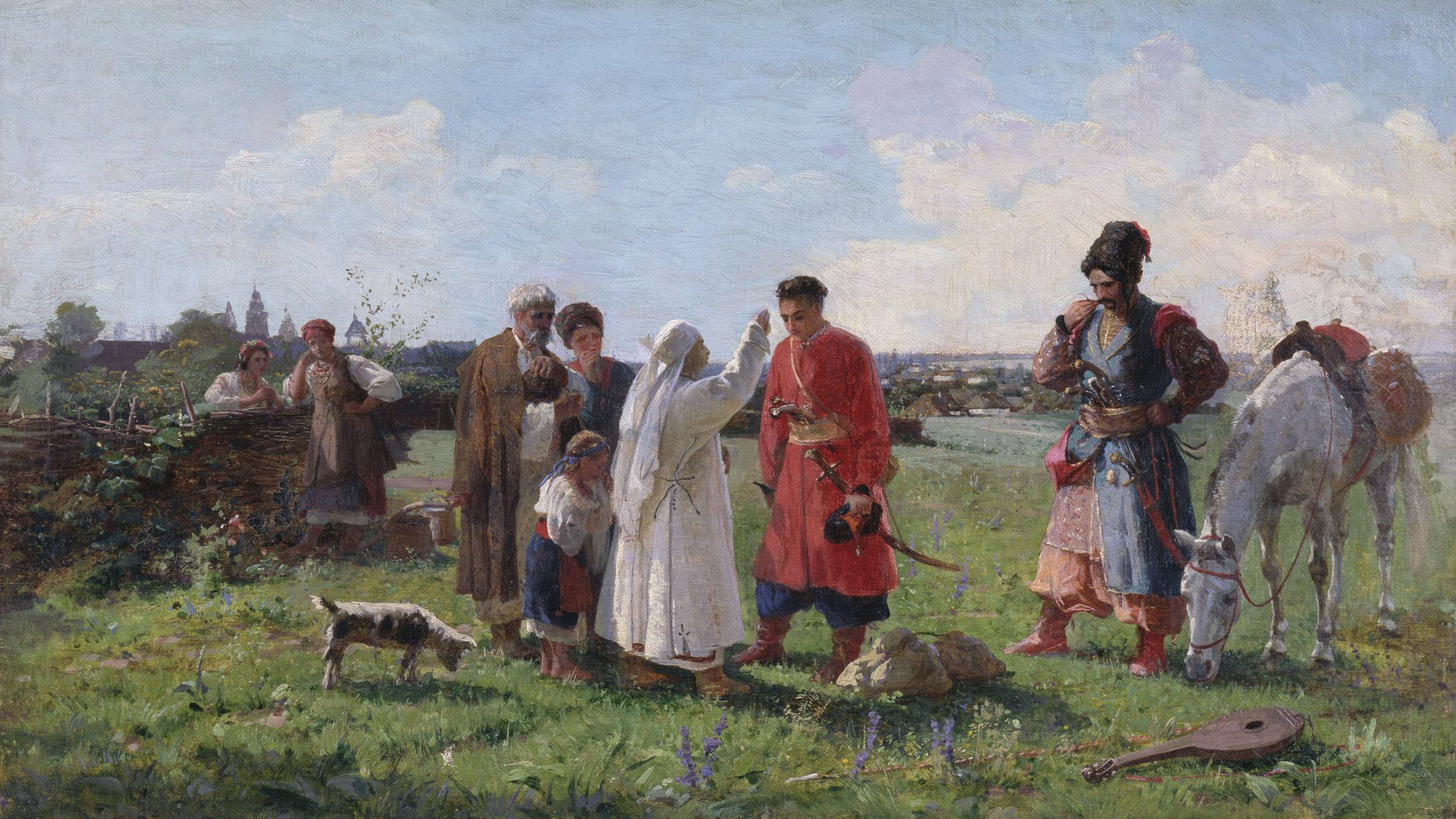
Verabschiedung in die Sitsch, 1898
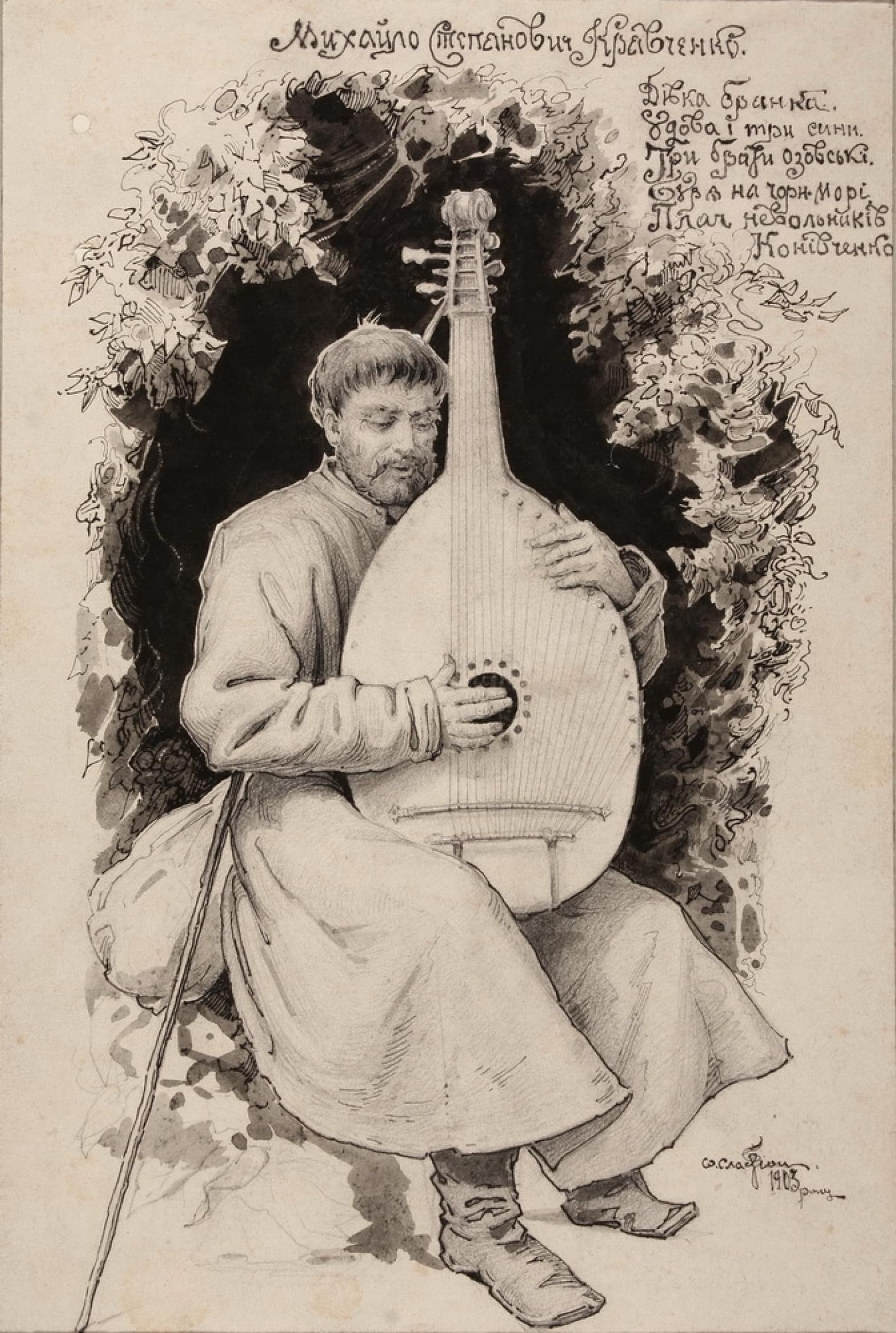
Porträt von Kobsar Mychajlo Krawtschenko, 1903
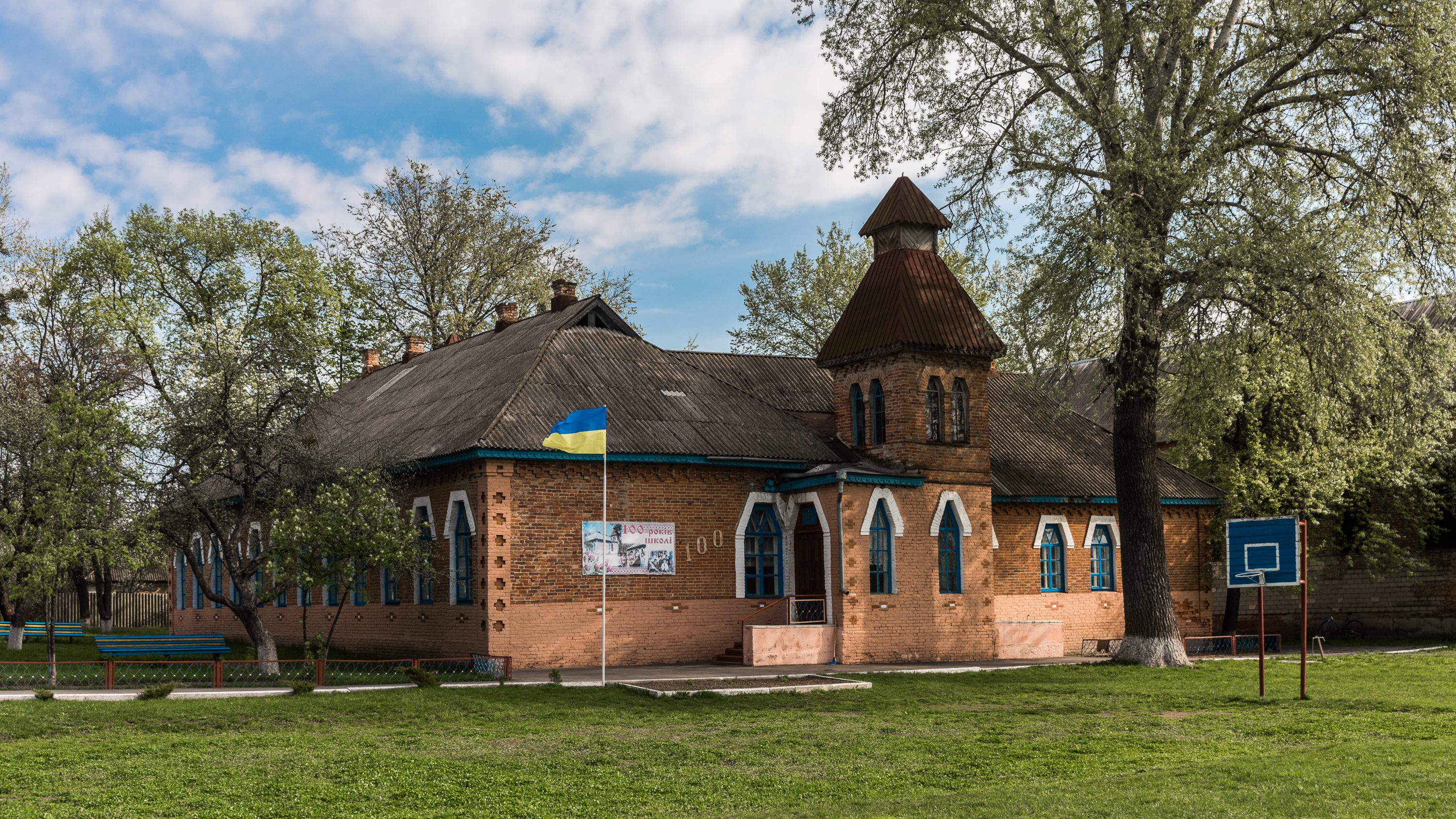
Dreiklassige Semstwo-Schule-Schule in Kurinka
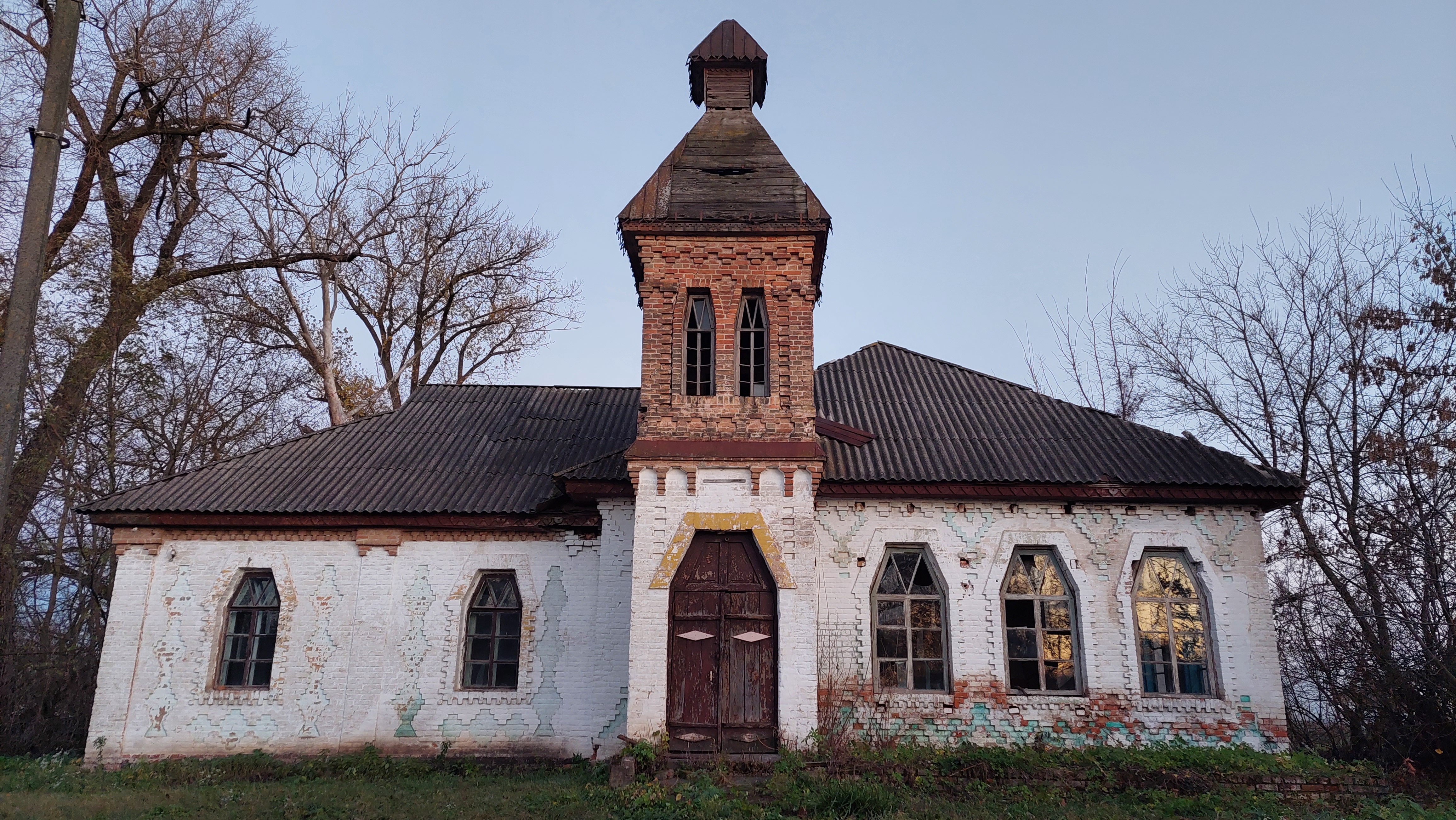
Einklassige Semstwo-Schule in Makushyha
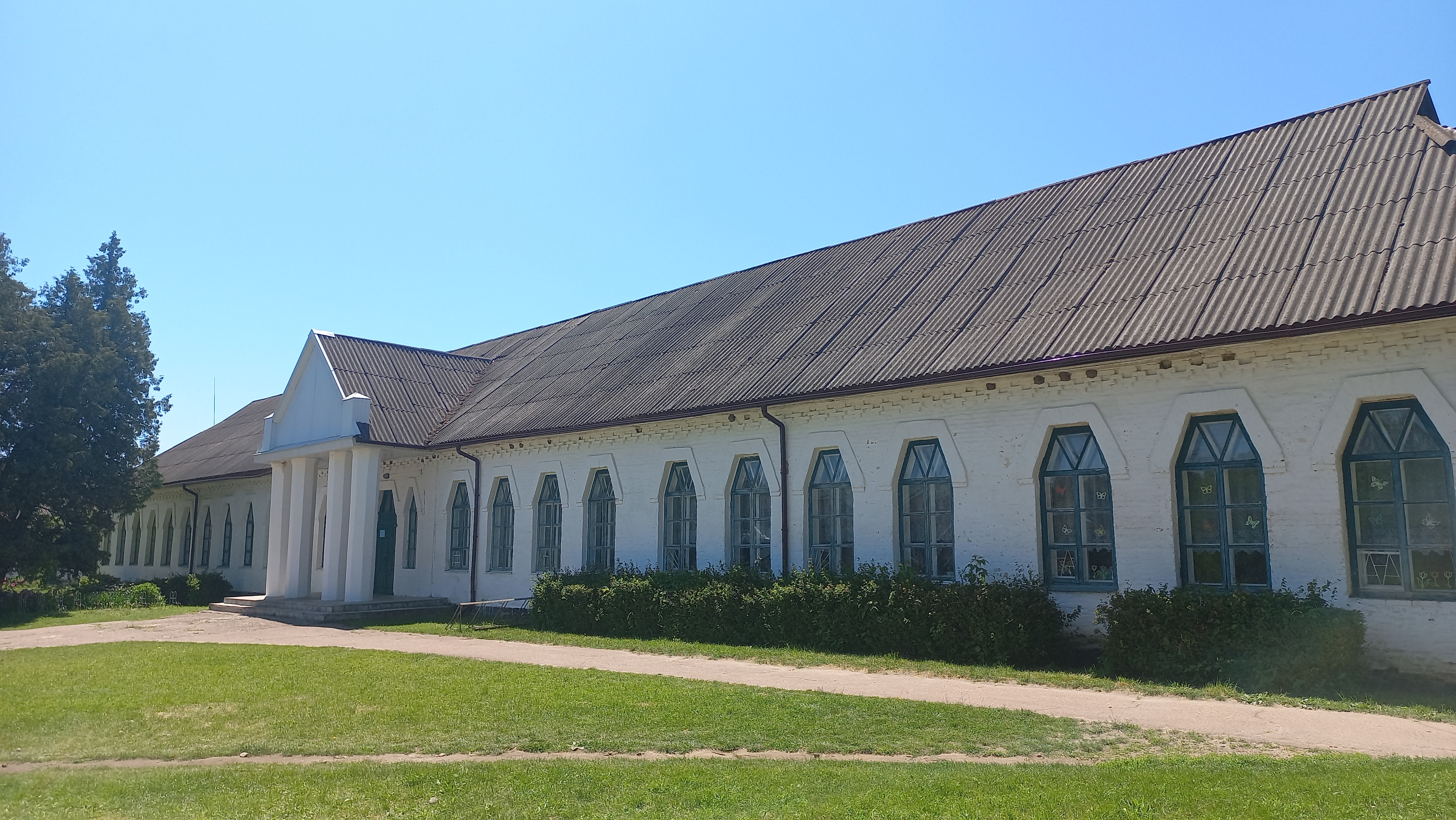
Vierklassige Semstwo-Schule in Warwa
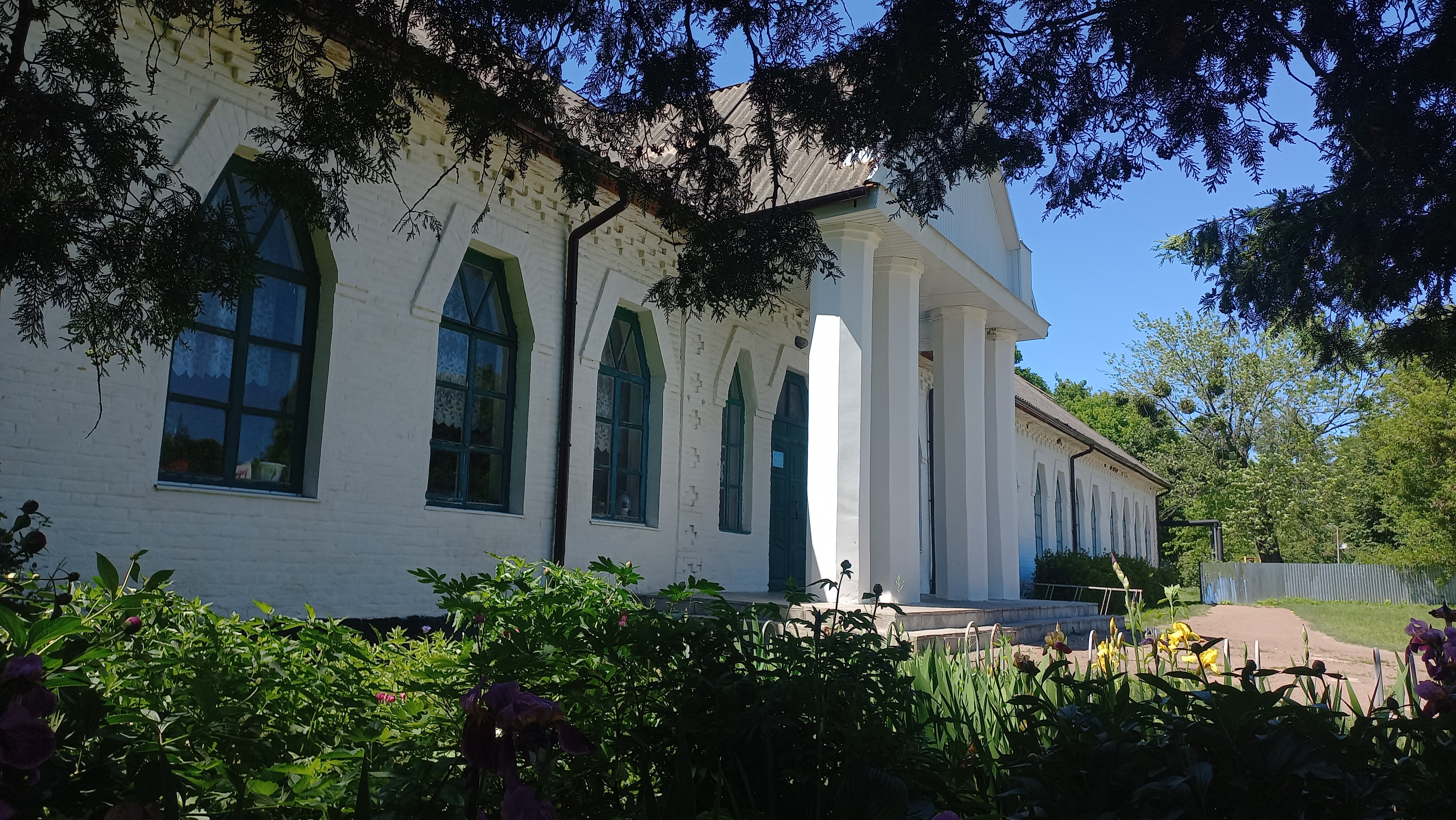
Vierklassige Semstwo-Schule-Schule in Warwa